# Банов
Вижте пояснителната страница за други значения на Банов.
Банов (на словашки: Bánov) е село в Нитрански край, югозападна Словакия. Населението му е около 3 709 души (2011).
Разположено е на 121 m надморска височина в Среднодунавската низина, на 7 km северно от град Нове Замки и на 30 km южно от Нитра. За първи път се споменава в 1113 година. В края на 19 век е едно от големите словашки селища в населената главно с унгарци област.
Населението му е 3722 жители (по приблизителна оценка от декември 2017 г.).